# Hồng Phúc
Hồng Phúc là một xã thuộc huyện Ninh Giang, tỉnh Hải Dương, Việt Nam.

## Địa lý
Xã Hồng Phúc có diện tích 5 km², dân số năm 1999 là 4.535 người, mật độ dân số đạt 907 người/km².